# 1711 w polityce

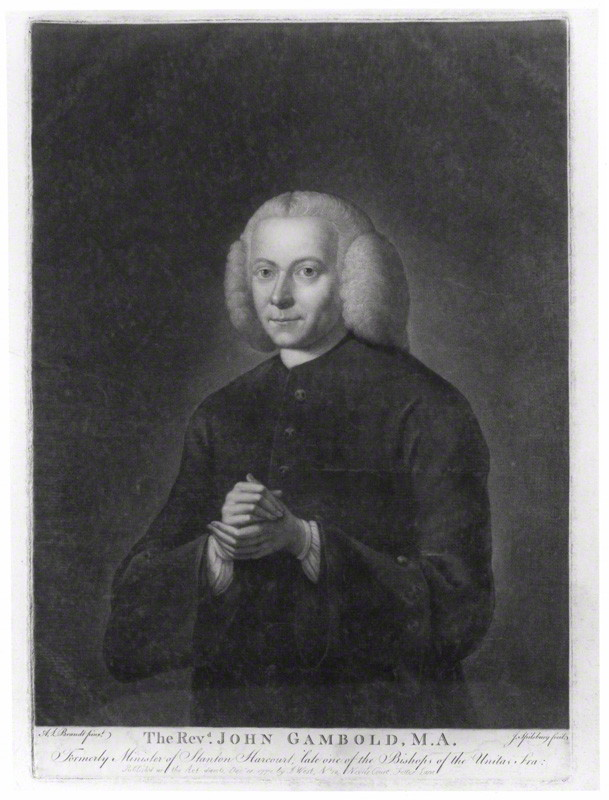
John Gambold

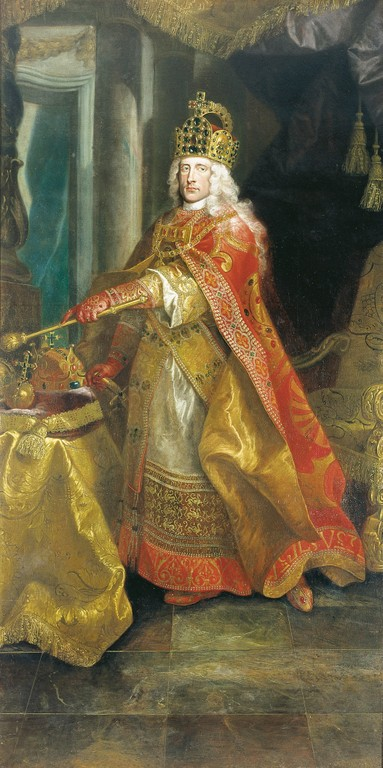
Józef I Habsburg

Wydarzenia polityczne w 1711 roku.

## Urodzili się
- John Gambold, biskup Unitas Fratrum[1].

## Zmarli
- 17 kwietnia Józef I Habsburg, cesarz rzymski[2].